# Цемса
Цемса — село в Алагирском районе Республики Северная Осетия-Алания. Входит в состав Нарского сельского поселения.

## География
Село расположено на Транскаме, в 0,5 км к востоку от центра сельского поселения Нар.

## Население
| 2002 | 2010 | 2021 |
| ---- | ---- | ---- |
| 13   | ↘7   | ↘5   |